# Axigen
AXIGEN ist ein kommerzieller Mailserver mit Groupware-Erweiterungen. Er bietet SMTP/ESMTP, IMAP, POP3, Webmail und Mailinglisten. AXIGEN ist eine Alternative zu Microsoft Exchange.

## Funktion
AXIGEN sieht sich als Mailserver, der die Anforderung von KMU bis hin zum ISP-Einsatz abdeckt. AXIGEN kommt ohne zusätzliche Software aus und wird in einem Gesamtpaket mit wizard-gesteuerter Installation bereitgestellt.
AXIGEN bietet ein mehrsprachiges Ajax-Webmail-Interface. Die Groupware- und Organizer-Funktionen (Kalender, Aufgaben, Notizen und Journal) sind sowohl über das Webmail-Interface als auch über einen speziellen Outlook Connector nutzbar. Für mobile Endgeräte wird eine eigene Weboberfläche nach dem XHTML-Standard angeboten. Zudem wurde die ActiveSync-Schnittstelle von Microsoft lizenziert, um Push E-Mail zu ermöglichen.

## Plattformen
AXIGEN unterstützt zahlreiche Plattformen, wie Linux, BSD, Solaris und Windows.

## Editionen
AXIGEN ist in folgenden Editionen erhältlich:
- Eine kostenfrei nutzbare 5-Nutzerkonten Variante für den SoHo-Einsatz
- zwei Service-Provider Editionen (Multiserver- und Mandantenfähigkeit)
- Business Edition für Endkunden

Die Version X/10 bringt eine verbesserte Weboberfläche für User und Administration, IPv6-Support, Multidomain-SSL-Support mit SNI und wird ausschließlich als 64-bit-Version ausgeliefert.

## Hintergrund
Die Entwicklung des AXIGEN Mail Server begann 2003. Die erste Version wurde 2005 veröffentlicht. Seit 2006 ist das Produkt auch in Deutschland erhältlich. Nach Angaben von GeCad wird das Produkt weltweit in über 10.000 Firmen mit 6 Millionen Mailboxen eingesetzt.